# Joseph Roch Boyer de Fonscolombe
 (septembre 2023).
La mise en forme du texte ne suit pas les recommandations de Wikipédia : il faut le « wikifier ».
Les points d'amélioration suivants sont les cas les plus fréquents :
- Les titres sont pré-formatés par le logiciel. Ils ne sont ni en capitales, ni en gras.
- Le texte ne doit pas être écrit en capitales (les noms de famille non plus), ni en gras, ni en italique, ni en « petit »…
- Le gras n'est utilisé que pour surligner le titre de l'article dans l'introduction, une seule fois.
- L'italique est rarement utilisé : mots en langue étrangère, titres d'œuvres, noms de bateaux, etc.
- Les citations ne sont pas en italique mais en corps de texte normal. Elles sont entourées par des guillemets français : « et ».
- Les listes à puces sont à éviter, des paragraphes rédigés étant largement préférés. Les tableaux sont à réserver à la présentation de données structurées (résultats, etc.).
- Les appels de note de bas de page (petits chiffres en exposant, introduits par l'outil «  Source ») sont à placer entre la fin de phrase et le point final[comme ça].
- Les liens internes (vers d'autres articles de Wikipédia) sont à choisir avec parcimonie. Créez des liens vers des articles approfondissant le sujet. Les termes génériques sans rapport avec le sujet sont à éviter, ainsi que les répétitions de liens vers un même terme.
- Les liens externes sont à placer uniquement dans une section « Liens externes », à la fin de l'article. Ces liens sont à choisir avec parcimonie suivant les règles définies. Si un lien sert de source à l'article, son insertion dans le texte est à faire par les notes de bas de page.
- La présentation des références doit suivre les conventions bibliographiques. Il est recommandé d'utiliser les modèles {{Ouvrage}}, {{Chapitre}}, {{Article}}, {{Lien web}} et/ou {{Bibliographie}}. Le mode d'édition visuel peut mettre en forme automatiquement les références.
- Insérer une infobox (cadre d'informations à droite) n'est pas obligatoire pour parachever la mise en page.

Pour une aide détaillée, merci de consulter Aide:Wikification.
Si vous pensez que ces points ont été résolus, vous pouvez retirer ce bandeau et améliorer la mise en forme d'un autre article.
 (septembre 2023).
Joseph (Roch Marc) Boyer de Fonscolombe (né à Aix-en-Provence en 1722 et mort en janvier 1799) est un diplomate français, artisan du rattachement de la Corse à la France.

## Biographie

### Famille
Fils d'Honoré Boyer (né à Aix-en-Provence en 1683, mort en août 1756), écuyer, seigneur de Fonscolombe, négociant en tissus et banquier, troisième consul d’Aix et procureur du pays de Provence (1726-1727), anobli par charge de conseiller secrétaire du Roi en la chancellerie du Parlement de Provence (1741), bâtisseur du château de Fonscolombe, et de Jeanne Carnaud (vers 1690 - 1739, Aix), sa parente, fille d'un marchand de laine d’Apt.
Joseph Roch, comme ses frères, est élevé au collège des Jésuites d'Aix-en-Provence, dirigé par un oncle. Son frère aîné est avocat à Aix, grand collectionneur de peintures et père d'un conseiller au Parlement de Provence (1767), baron de La Môle (1771). Ses trois autres frères sont officiers des armées du roi, chevaliers de l'ordre militaire de Saint-Louis. Tous sont artistes, savants et collectionneurs. Leur sœur est Madame de Miollis, mère du général Sextius Alexandre François de Miollis et de Mgr Bienvenu de Miollis.
Un portrait en pied de Joseph Roch Boyer de Fonscolombe a été peint par Carle Van Loo vers 1762, conservé dans la descendance de son frère aîné. Un buste de ce diplomate, sculpté vers la même époque, existe par ailleurs au château de Fonscolombe (devenu un hôtel), visible sur la cheminée d'un salon.

### Carrière diplomatique
Diplomate de carrière de 1746 à 1777, Joseph Roch Boyer de Fonscolombe a été en poste principalement au sein de l'Empire romain germanique et en Italie.
Secrétaire d’ambassade (1746), puis ministre plénipotentiaire (1759), il a été nommé conseiller d'État et gouverneur de la cité d’Hyères en récompense de ses services (1768), et fait grand-croix de l’ordre de Saint-Michel de Bavière (30 septembre 1761). Cette dernière dignité lui avait été conférée par le roi de Bavière à la demande du prince-évêque de Liège, né prince de Bavière.
Ami intime d'Étienne-François de Choiseul, après avoir été son plus proche collaborateur à Rome puis à Vienne (1754-1759),, Boyer de Fonscolombe sera l’artisan du rattachement de la Corse à la France.
De 1746 à 1777, Fonscolombe a été successivement en postes diplomatiques :
- à Dresde, royaume de Saxe, avec compétence sur Varsovie, royaume de Pologne (octobre 1746 - fin 1752), sous Charles Hyacinthe de Galléan (Avignon 1716 - août 1754), marquis des Issarts, et comme chargé d'affaires (dès juillet 1749, puis de janvier 1751 à septembre 1752, durant 20 mois) ; 
- à Turin, royaume de Piémont-Sardaigne (1753 - 1754), sous le marquis des Issarts, et comme chargé d'affaires en 1753 ;
- à Rome, États pontificaux (septembre 1754 - décembre 1757), sous le comte de Stainville - futur duc de Choiseul -, et comme chargé d'affaires (octobre-novembre 1754, puis novembre 1756 - décembre 1757, durant une année) ; 
-  à Vienne, Saint-Empire romain germanique (décembre 1757 - novembre 1759), sous le comte de Stainville, et comme chargé d'affaires (décembre 1758 - février 1759), jusqu'à l'arrivée comme ambassadeur du duc de Praslin, cousin de Choiseul (et futur ministre des Affaires étrangères en 1761) ; 
- à Liège, principauté-évêché de Liège, État satellite des Habsbourg (décembre 1759 - décembre 1761), comme ministre du roi Louis XV, avec comme secrétaire Azear-Dominique Michel, sieur du Pinet ; 
- à Gênes, république de Gênes (janvier 1762 - avril 1777) comme ministre et envoyé extraordinaire des rois Louis XV, puis Louis XVI, avec toujours comme secrétaire M. Michel.

#### Poste à Rome (1754-1757) et intimité avec Choiseul
« Pour ses débuts dans la carrière Choiseul avait besoin d’un secrétaire d’ambassade en qui il eût une entière confiance et qui fût capable de suppléer à son inexpérience. Il avait de l’estime pour Joseph Boyer de Fonscolombe, de deux ans son cadet, mais qui était entré jeune dans la carrière et avait acquis une grande connaissance des affaires dans les postes qu’il avait occupés à Varsovie, Dresde et Turin, et il décida de se l’attacher. Il voulait aussi une maison superbe qui éclipsât les représentants des autres cours et fit oublier l’apparat dont s’entouraient ses prédécesseurs. Mais son prestige ne serait pas complet s’il n’emmenait avec lui un grand homme, poète ou savant, qui donnerait à son ambassade un lustre supplémentaire, ajouterait à sa réputation d’esprit et transformerait sa maison en attraction culturelle. Il fit choix de l’abbé Barthélémy, érudit de 38 ans, membre de l’Académie des inscriptions et garde des médailles du roi. ». Cet abbé « conseiller culturel », numismate, paléographe et orientaliste, qui entrera à l’Académie française en 1789, était provençal comme Fonscolombe. Le nouvel ambassadeur, accompagné de sa jeune femme, prend ses fonctions à Rome le 5 novembre 1754. « Ils s’installèrent dans la maison de l’ambassade de France, le palais Cesarini où Fonscolombe, qui les avait devancés, les accueillit. Aussitôt les visites commencèrent. » Fonscolombe se lie étroitement à Barthélémy (1716 - 1795), à leur ambassadeur et à son angélique femme, née Louise Crozat (1735 - 1801). Tous quatre sont inséparables et le resteront jusqu’à leur mort. Outre Fonscolombe et Barthélémy, un autre pilier de l’ambassade, tout aussi joyeux, était Charles de La Condamine, membre de l’Académie des sciences et grand voyageur, récemment revenu du Pérou. « L’ambassade, animée par ce cénacle érudit et esthète, attirait tout ce que Rome comptait de beaux esprits, savants, antiquaires ou artistes, et les prélats, et la bonne compagnie. » Le peintre Jean-Baptiste Greuze, alors à Rome, était l’un des artistes accueillis avec empressement par les Choiseul.
Le 3 décembre 1758, Choiseul remplace Bernis aux Affaires étrangères. C’est le début d’une carrière exceptionnelle, le duc allant faire office de principal ministre pendant douze ans (ministre des Affaires étrangères de 1758 à 1761, puis de la Guerre de 1761 à 1770 et de la Marine de 1761 à 1766).

#### Artisan du rattachement de la Corse à la France (1762-1768)
En janvier 1762, le chevalier Boyer de Fonscolombe est nommé envoyé extraordinaire du roi auprès de la république de Gênes, avec pour sujet d'intérêt majeur la question Corse, outre le suivi des relations de l'Etat génois avec Rome, Londres et Madrid. L'Envoyé prend ses fonctions en avril 1762 et demeurera en poste à Gênes jusqu’en avril 1777, soit pendant quinze ans.
Au cours de ce dernier séjour, d’une durée exceptionnelle, l’œuvre principale de Fonscolombe reste d’avoir négocié le rattachement de la Corse à la France, au terme d'un long processus (1762-1768), Gênes ne disposant pas des troupes nécessaires pour contrôler cette île. Familier de l'Italie comme de la Provence, l'Envoyé estimait initialement qu'une solution sarde à la question corse serait à la fois la plus cohérente (continuité territoriale, forces navales et terrestres suffisantes...) et la plus avantageuse pour la France dans sa relation avec la maison de Savoie. Cependant, les instructions de Louis XV et de Choiseul étant exactement contraires à ses vues d'alors, Fonscolombe va s'employer avec succès à faire prévaloir une solution française.
En 1764, la république de Gênes recourt à l’assistance militaire du roi de France pour rétablir l’ordre en Corse. La révolte se prolongeant, la France est peu à peu conduite à se substituer localement à l’Etat génois dans l’exercice de la puissance publique. En 1768, conclusion normale de ce processus, la République abandonne à Louis XV ses droits sur la Corse. Le traité signé le 15 mai 1768 précise que la cession n’est pas irrévocable et que la République pourra reprendre sa souveraineté, à la condition de rembourser au roi les frais de son intervention militaire. La clause ne figure dans le traité que pour rassurer l’Angleterre. En récompense des services de Fonscolombe, Louis XV le maintient à son poste, le nomme conseiller d’Etat, gouverneur de la cité d’Hyères et lui accorde une rente de 10.000 livres sur la place de trésorier de l’artillerie.
Le 24 décembre 1770, Choiseul est renvoyé et exilé sur ses terres, au château de Chanteloup. Fonscolombe veut présenter sa démission et venir le rejoindre mais Choiseul lui ordonne de n’en rien faire et de conserver son poste. Le vieil ami préméditait au moins de venir faire un séjour à Chanteloup, mais les châtelains l’avaient supplié de s’abstenir pour ne pas l’exposer à perdre sa place, qui lui était nécessaire. En 1778, dès le retour en France de Fonscolombe, sa première visite privée sera un séjour chez les Choiseul, avant de se retirer lui-même à Aix.

## Sources
1. ↑  Portrait reproduit en noir et blanc in Gaston Maugras, "La Disgrâce du duc et de la duchesse de Choiseul", Plon, Paris, 1903
2. ↑  Observation directe, été 2018.
3. ↑  Guy Chaussinand-Nogaret, « Choiseul, naissance de la Gauche », Perrin, Paris, 1998
4. ↑  Annie Brierre, « Le Duc de Choiseul – La France sous Louis XV », Albatros, Paris, 1986.
5. ↑  Archives du ministère des Affaires étrangères, dossier personnel de ce diplomate (1746-1777).
6. ↑  Lydia Scher-Zembitska, "L'Aigle et le Phénix - Un siècle de relations franco-polonaises, 1732-1832", CNRS Histoire, Paris, 2001, chapitre III.
7. ↑  Guy Chaussinand-Nogaret, "Choiseul, naissance de la Gauche", Perrin, 1998. Pages 29 et 52 (ambassade de Choiseul à Rome).
8. ↑  Édouard Driault, "Recueil des Instructions données aux Ambassadeurs et Ministres de France", tome XIX (Florence, Modène, Gênes), Félix Alcan, Paris, 1912.
9. ↑  Gaston Maugras, « La disgrâce du duc et de la duchesse de Choiseul », Plon, Paris, 1903 : chapitre XV, visite de Boyer de Fonscolombe à Chanteloup en 1778, chapitre XVIII : correspondance de Mme de Choiseul avec Boyer de Fonscolombe (1789-1792), chapitre XX : mort de Boyer de Fonscolombe.